# Thomas W. Cobb
Thomas W. Cobb (Columbia megye, 1784 – Greensboro, 1830. február 1.) az Amerikai Egyesült Államok szenátora (Georgia, 1824–1828).